# Jean Simmons

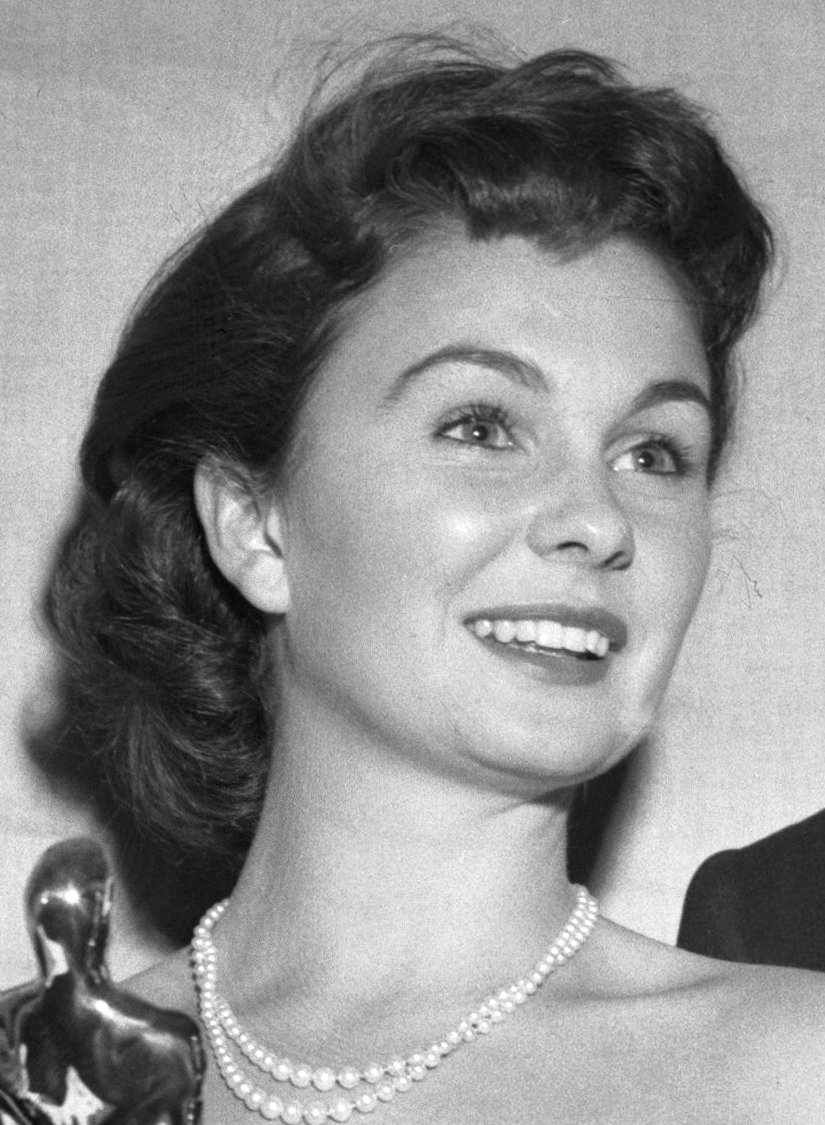
Jean Simmons (1948)

Jean Merilyn Simmons (* 31. Januar 1929 in London, England; † 22. Januar 2010 in Santa Monica, Kalifornien) war eine britische Schauspielerin, die ab 1950 vor allem in den Vereinigten Staaten tätig war. Sie wurde im Laufe ihrer Karriere u. a. mit dem Emmy und Golden Globe ausgezeichnet sowie zweimal für den Oscar nominiert.

## Leben
Jean Simmons wurde in eine kinderreiche Familie geboren. Ihr Vater war Turnlehrer. Sie besuchte die Londoner Orange Hill School und wollte ursprünglich Balletttänzerin werden. Mit 14 Jahren wurde sie an der Aida Foster School of Dancing aufgenommen und zwei Wochen später von einem Talentsucher für den Film entdeckt. Ohne jedwede Probeaufnahme wurde sie 1943 unter 200 Bewerberinnen ausgewählt, in Give Us the Moon die Schwester von Margaret Lockwood zu spielen. Zwei Jahre später wurde sie durch die Rolle der jungen Estella in Geheimnisvolle Erbschaft, David Leans Verfilmung von Charles Dickens’ Roman Große Erwartungen, bekannt. Ihre Popularität konnte sie mit ihrer Darstellung eines frivolen Mädchens in Die schwarze Narzisse (1947) neben Deborah Kerr noch steigern. Laurence Olivier wählte sie aus, die Ophelia in seiner Adaption von Hamlet (1948) zu spielen. Simmons wurde für ihre intensive Darstellung als beste Nebendarstellerin für einen Oscar nominiert.
Im Jahr 1950 heiratete sie ihren Kollegen Stewart Granger, und beide gingen nach Hollywood, wo Simmons für drei Filme einen nicht-exklusiven Vertrag mit Howard Hughes über je 66.666 US-Dollar unterschrieb. Beide kamen nicht gut miteinander aus, und aus Wut schnitt sich Simmons Stunden vor Drehbeginn von Otto Premingers Film noir Engelsgesicht (1952) die Haare ab, sodass sie die Rolle einer moralisch verkommenen reichen Frau, die mit ihrer sexuellen Gier ihren Chauffeur, gespielt von Robert Mitchum, in den Tod reißt, mit einer Perücke spielen musste.

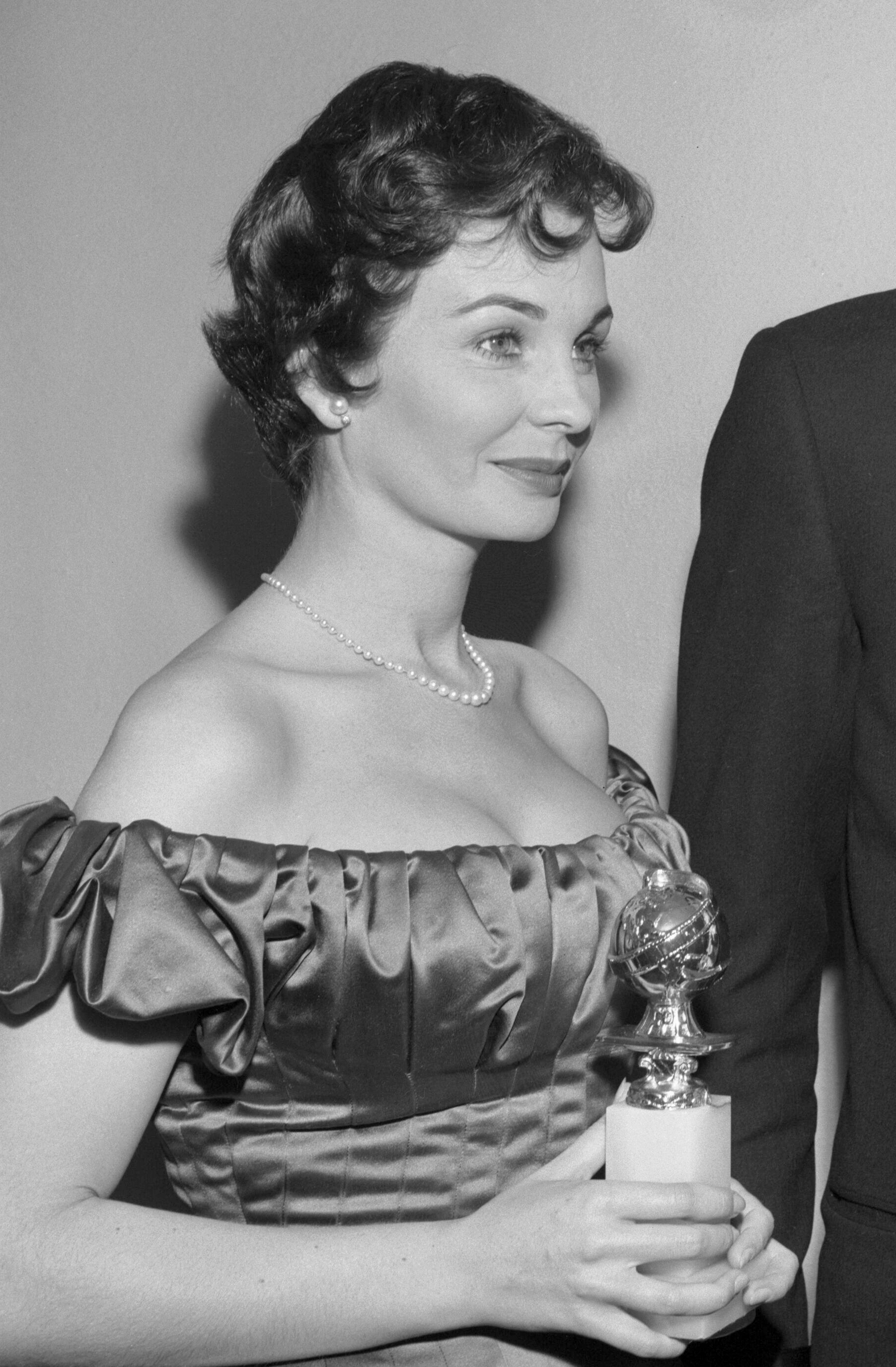
Simmons mit dem Golden Globe für Schwere Jungs – leichte Mädchen (1956)

Daneben etablierte sich Simmons bei 20th Century Fox als Star in Monumentalfilmen wie Das Gewand (1953), Sinuhe der Ägypter (1954) und vor allem Spartacus (1960). Im Historiendrama Désirée hatte sie 1954 neben Marlon Brando als Napoleon Bonaparte die Titelrolle inne. Mit Brando drehte sie ein Jahr später auch die Musicalverfilmung Schwere Jungs – leichte Mädchen, für die sie den Golden Globe als beste Hauptdarstellerin in einem Musical erhielt. 1958 spielte Simmons neben Gregory Peck die weibliche Hauptrolle in dem „Anti-Western“ Weites Land. 1960 ließ sie sich von Stewart Granger scheiden und heiratete den Regisseur Richard Brooks. Dieser gab ihr eine Rolle in seiner Adaption von Elmer Gantry (1960), für die sie ausgezeichnete Kritiken erhielt.
In den 1960er Jahren bekam Simmons nicht immer Rollen, die ihrem Talent nach angemessen schienen. Ausnahmen waren die Komödie Vor Hausfreunden wird gewarnt, die sie 1960 wieder mit Deborah Kerr und Robert Mitchum zusammenbrachte, sowie die Rolle einer trauernden Witwe in der Literaturverfilmung Ein Schmetterling flog auf (1963) nach James Agee. Für ihre Darstellung in der frivolen Schlafzimmer-Farce Happy End für eine Ehe aus dem Jahr 1969 war Simmons zum zweiten Mal für den Oscar nominiert. Ebenfalls in den 1960er Jahren trat sie auf der Bühne des Los Angeles Theatre in Erscheinung.

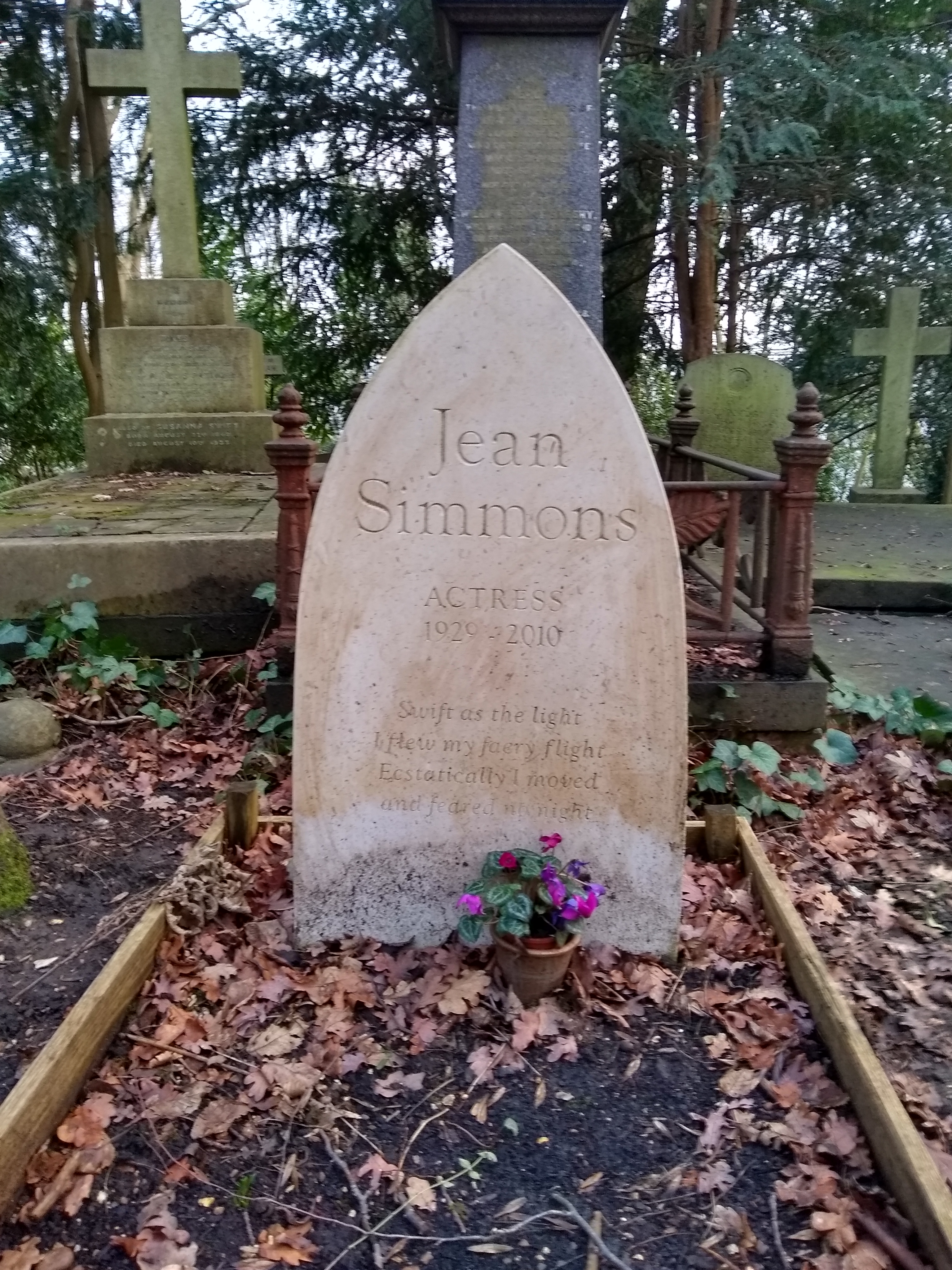
Simmons’ Grab in Highgate

In den 1980er und 1990er Jahren war Simmons nur noch vereinzelt in Kinoproduktionen zu sehen. Sie arbeitete nun überwiegend für das Fernsehen; unter anderem wirkte sie im mehrteiligen Bürgerkriegsepos Fackeln im Sturm und in einer mehrteiligen, vom Disney-Konzern für das Fernsehen produzierten Version (1989) von Große Erwartungen mit, in der sie die Rolle der Miss Havisham übernahm. Für ihre Darstellung in dem Mehrteiler Die Dornenvögel (1983) erhielt sie einen Emmy und eine Nominierung für den Golden Globe. In der erfolgreichen Miniserie Fackeln im Sturm verkörperte Simmons die Mutter von Patrick Swayzes Figur. 1995 gehörte sie mit Winona Ryder, Anne Bancroft und Ellen Burstyn zum Schauspielensemble von Ein amerikanischer Quilt. 2009 absolvierte sie mit dem Familiendrama Shadows in the Sun ihren letzten Kinoauftritt.
Jean Simmons, die 1956 US-amerikanische Staatsbürgerin wurde, lebte in Santa Monica, Kalifornien, und hatte zwei Töchter, die aus den Ehen mit Stewart Granger (1950–1960) sowie dem Regisseur und Drehbuchautor Richard Brooks (1960–1977) stammten. Zeitweise litt sie unter Alkoholproblemen, 1986 unterzog sie sich einer Entziehungskur. Simmons starb 2010 im Alter von 80 Jahren an Lungenkrebs. Ihre letzte Ruhestätte befindet sich auf dem Highgate Cemetery (Western Section) in Highgate im Norden ihrer Geburtsstadt London.

## Sonstiges
Kiss-Sänger und -Bassist Gene Simmons (bürgerlich zunächst Chaim Witz, später Eugene Klein), leitet seinen Künstlernamen von Jean Simmons ab.

## Filmografie (Auswahl)
- 1944: Give Us the Moon
- 1944: Mr. Emmanuel
- 1945: Caesar und Cleopatra (Caesar and Cleopatra)
- 1946: Geheimnisvolle Erbschaft (Great Expectations)
- 1947: Die schwarze Narzisse (Black Narcissus)
- 1948: Hamlet
- 1948: Die Schwindlerin (The Woman in the Hall)
- 1949: Adam und Evelyne (Adam and Evelyne)
- 1949: Die blaue Lagune (The Blue Lagoon)
- 1950: Paris um Mitternacht (So Long at the Fair)
- 1950: Frau im Netz (Cage of Gold)
- 1950: Auf falscher Spur (The Clouded Yellow)
- 1950: So ist das Leben (Trio)
- 1952: Engelsgesicht (Angel Face)
- 1952: Androkles und der Löwe (Androcles and the Lion)
- 1953: Die Thronfolgerin (Young Bess)
- 1953: Ein Mann ohne Bedeutung (Affair with a Stranger)
- 1953: Das Gewand (The Robe)
- 1953: Theaterfieber (The Actress)
- 1954: Sinuhe der Ägypter (The Egyptian)
- 1954: Eine Kugel wartet (A Bullet Is Waiting)
- 1954: Désirée
- 1955: Zwischen Hass und Liebe (Footsteps to the Fog)
- 1955: Schwere Jungs – leichte Mädchen (Guys and Dolls)
- 1956: Die Männer um Hilda Crane (Hilda Crane)
- 1957: Kein Platz für feine Damen (This Could Be the Night)
- 1957: Land ohne Männer
- 1958: Weites Land (The Big Country)
- 1958: Diese Erde ist mein (This Earth is Mine)
- 1958: Bevor die Nacht anbricht (Home Before Dark)
- 1960: Vor Hausfreunden wird gewarnt (The Grass Is Greener)
- 1960: Elmer Gantry
- 1960: Spartacus
- 1963: Ein Schmetterling flog auf (All the Way Home)
- 1965: Ein Platz ganz oben (Life at the Top)
- 1966: Gesicht ohne Namen (Mister Buddwing)
- 1967: Als Jim Dolan kam (Rough Night in Jericho)
- 1967: Scheidung auf amerikanisch (Divorce American Style)
- 1968: Heidi kehrt heim (Fernsehfilm)
- 1969: Happy End für eine Ehe (The Happy Ending)
- 1972: Männerwirtschaft (The Odd Couple, Fernsehserie, eine Folge)
- 1983: Die Dornenvögel (The Thorn Birds, Miniserie, drei Folgen)
- 1985–1986: Fackeln im Sturm (North And South, Miniserie, elf Folgen)
- 1987: Perry Mason und die verlorene Liebe (Fernsehserie, eine Folge)
- 1988: Der Brady-Skandal (Inherit the Wind)
- 1988: Der Fremde am Strand (The Dawning)
- 1989: Mord ist ihr Hobby (Murder, She Wrote, Fernsehserie, zwei Folgen)
- 1989: Große Erwartungen (Great Expectations, Fernsehsechsteiler)
- 1991: Raumschiff Enterprise: Das nächste Jahrhundert (Star Trek: The Next Generation, Fernsehserie, eine Folge)
- 1991: Dark Shadows (Fernsehserie, elf Folgen)
- 1995: Ein amerikanischer Quilt (How to Make an American Quilt)
- 1995: Gänseblümchen im Dezember (Daisies in December) (Fernsehfilm)
- 1998: Ich hab um dich geweint (Her Own Rules, Fernsehfilm)
- 2003: Rosamunde Pilcher – Wintersonne (Winter Solstice, Fernsehfilm)
- 2004: Jean Simmons: Rose of England (Dokumentation)
- 2004: Das wandelnde Schloss (Howl’s Moving Castle) (Stimme)
- 2005: Thru the Moebius Strip (Stimme)
- 2009: Shadows in the Sun

## Auszeichnungen
- 1948: Coppa Volpi in der Kategorie Beste Darstellerin bei den Internationalen Filmfestspielen von Venedig für Hamlet
- 1949: Nominierung für den Oscar in der Kategorie Beste Nebendarstellerin für Hamlet
- 1950: Bambi in der Kategorie Beste Darstellerin – International für Hamlet und Die Schwindlerin
- 1953: National Board of Review Award in der Kategorie Beste Hauptdarstellerin für Die Thronfolgerin, Das Gewand und Theaterfieber
- 1956: Golden Globe in der Kategorie Beste Hauptdarstellerin – Komödie/Musical für Schwere Jungs – leichte Mädchen
- 1957: Nominierung für den BAFTA in der Kategorie Beste ausländische Darstellerin für Schwere Jungs – leichte Mädchen
- 1958: Golden-Globe-Spezialpreis für die vielseitigste Darstellerin und Nominierung in der Kategorie Beste Hauptdarstellerin – Komödie/Musical für Kein Platz für feine Damen
- 1959: Nominierung für den Golden Globe in der Kategorie Beste Hauptdarstellerin – Drama für Bevor die Nacht anbricht
- 1961: Nominierung für den Golden Globe in der Kategorie Beste Hauptdarstellerin – Drama für Elmer Gantry
- 1961: Nominierung für den BAFTA in der Kategorie Beste ausländische Darstellerin für Elmer Gantry
- 1970: Nominierung für den Golden Globe in der Kategorie Beste Hauptdarstellerin – Drama für Happy End für eine Ehe
- 1970: Nominierung für den Oscar in der Kategorie Beste Hauptdarstellerin für Happy End für eine Ehe
- 1983: Emmy in der Kategorie Beste Nebendarstellerin in einer Fernsehserie oder Special für Die Dornenvögel
- 1984: Nominierung für den Golden Globe in der Kategorie Beste Nebendarstellerin in einer Fernsehserie, Mehrteiler oder Fernsehfilm für Die Dornenvögel